# 巨流河 (小說)
《巨流河》，為著名作家齊邦媛的自傳。由於生長於民國初年的東北地區奉天省鐵嶺，其祖父、父親齊世英皆是中國北洋軍奉系首領張作霖的屬下。書中多描寫到軍閥割據、中国抗日战争等當時的中國歷史事件。

## 簡介
- 2005年，齊以八十歲高齡，開始撰寫回憶錄《巨流河》，歷時4年，《巨流河》終於在2009年7月出版。
- 本書從作者出生東北一路描寫到移居臺灣。對於研究抗戰時期民間有重要意義[2]。荷蘭漢學家方德萬的《戰火中國1937-1952》對此書多有取材。

## 書名由來
齊邦媛的故鄉位在中國遼寧省鐵嶺縣，巨流河為遼河的舊稱；鄉愁也有如江水般連綿不絕。遂以此為名。